# Афганістан на літніх Олімпійських іграх 1980
Афганістан на літніх Олімпійських іграх 1980 року в Москві був представлений 11 спортсменами у двох видах спорту — бокс і боротьба.
Афганістан увосьме взяв участь в Олімпіаді. Афганські атлети не здобули жодної медалі.

## Бокс
| Категорія       | Спортсмен | 1-й раунд             | 2-й раунд                | 3-й раунд         | Чвертьфінал       | Півфінал          | Фінал             | Місце |
| --------------- | --------- | --------------------- | ------------------------ | ----------------- | ----------------- | ----------------- | ----------------- | ----- |
| Ахмад Несар     | до 54 кг  | не брав участі        | Аєле Мохамед (ETH) L PTS | завершив змагання | завершив змагання | завершив змагання | завершив змагання | 17    |
| Есмаїл Мохаммад | до 57 кг  | не брав участі        | Руді Фінк (GDR) L KO1    | завершив змагання | завершив змагання | завершив змагання | завершив змагання | 17    |
| Рабані Гулам    | до 60 кг  | Чон Чжун (PRK) L TKO2 | завершив змагання        | завершив змагання | завершив змагання | завершив змагання | завершив змагання | 17    |

## Боротьба
| Стиль                  | Спортсмен         | Категорія | Раунд 1                              | Раунд 2                            | Раунд 3                    | Раунд 4            | Раунд 5            | Фінал              | Фінал |
| Стиль                  | Спортсмен         | Категорія | Суперник Результат                   | Суперник Результат                 | Суперник Результат         | Суперник Результат | Суперник Результат | Суперник Результат | Місце |
| ---------------------- | ----------------- | --------- | ------------------------------------ | ---------------------------------- | -------------------------- | ------------------ | ------------------ | ------------------ | ----- |
| Вільна боротьба        | Мохаммад Актар    | −48 кг    | Мохаммед Кассім Джаббар (IRQ) W Fall | Ян Фаландіс (POL) L 0-4            | Чан Со Хон (PRK) L 0-4     | не пройшов         | не пройшов         | не пройшов         | 9     |
| Вільна боротьба        | Мохаммад Айнутдін | −52 кг    | Коце Єфремов (YUG) L Fall            | Нгуєн Кім Тхієнг (VIE) W Fall      | Чанг Док-Ріонг (PRK) L 1-3 | не пройшов         | не пройшов         | не пройшов         | 9     |
| Вільна боротьба        | Мохаммад Халілула | −57 кг    | Карлос Уртадо (PER) L 1-3            | Аврел Неагу (ROM) L Forfeit        | не пройшов                 | не пройшов         | не пройшов         | не пройшов         | 12    |
| Вільна боротьба        | Ходжавахід Захеді | −74 кг    | Бані Мер'є Фаваз (SYR) W Fall        | Райнхольд Штайнгребер (GDR) L Fall | знявся                     | знявся             | знявся             | знявся             | 11    |
| Вільна боротьба        | Ахмаджан Хасан    | −82 кг    | Генрик Мазур (POL) L DQ              | знявся                             | знявся                     | знявся             | знявся             | знявся             | 14    |
| Вільна боротьба        | Ібрагім Шудзандін | −90 кг    | Дашдоржийн Церентогтох (MGL) L DQ    | Амаду Діоп (SEN) L Fall            | не пройшов                 | не пройшов         | не пройшов         | не пройшов         | 11    |
| Греко-римська боротьба | Гулам Санай       | −62 кг    | Іштван Тот (HUN) L Fall              | Стеліос Мігіакіс (GRE) L DQ        | не пройшов                 | не пройшов         | не пройшов         | не пройшов         | 11    |
| Греко-римська боротьба | Сахідад Хаміді    | −68 кг    | Анджей Супрон (POL) L DQ             | Буяндельгерійн Болд (MGL) L DQ     | не пройшов                 | не пройшов         | не пройшов         | не пройшов         | 13    |